# Cécile DeWitt-Morette
Cécile Andrée Paule DeWitt-Morette (París, Francia, 21 de diciembre de 1922-8 de mayo de 2017) fue una matemática y física francesa. Fundó una escuela de verano en Les Houches, en los Alpes franceses. Por esto y por sus publicaciones se le concedió la Medalla a los Logros Distinguidos de la Sociedad Americana de la Legión de Honor en 2007. Entre los asistentes a la escuela de verano se cuentan más de veinte estudiantes que acabarían ganando el premio Nobel, incluyendo a Pierre-Gilles de Gennes, Georges Charpak, y Claude Cohen-Tannoudji, que afirmó que la escuela había contribuido en su éxito.

## Biografía
Cécile Morette nació en 1922 y creció en Normandía, donde en 1943 obtuvo su License des Sciences de la Universidad de Caen.
A pesar de su intención inicial de convertirse en cirujana, completó su grado en matemáticas, física y química debido a las limitadas oportunidades de asistir a escuelas médicas en Francia durante la Segunda Guerra Mundial.
Tras acabar la carrera, se trasladó a la Universidad de París, donde estaba estudiando cuando su madre, su hermana y su abuela fallecieron durante el bombardeo aliado de Caen para apoyar los desembarcos del Día D. En 1944, mientras aún trabajaba para obtener su doctorado en la Universidad de París, Morette aceptó un trabajo en el Centre National de la Recherche Scientifique, bajo la dirección de Frederic Joliot-Curie. Completó su doctorado, Sur la production des mésons dans les chocs entre nucléons (Sobre la producción de mesones en los choques entre nucleones) en 1947.
En 1948, Robert Oppenheimer la invitó al Institute for Advanced Study en Princeton, Nueva Jersey, tras ser este nombrado director del instituto. Allí conoció a su futuro marido y colaborador científico, Bryce DeWitt; la pareja se casó en 1951 y tuvieron cuatro hijos.
Para revitalizar la investigación en matemáticas y física en Francia después de la guerra, DeWitt-Morette fundó una escuela de verano en Les Houches, en los Alpes franceses, en 1951. Ella misma contó cómo obtuvo la financiación colándose en una oficina del ministerio y convenciendo a sus colegas masculinos para apoyar la idea haciéndola pasar por suya.
Morette dirigió la escuela durante los siguientes 22 años. Más de veinte asistentes a la escuela entre alumnos y ponentes obtuvieron el premio Nobel. Un ganador de la medalla Fields afirmó que la escuela de verano era responsable de su carrera en matemáticas. Los premios Nobel Pierre-Gilles de Gennes, Georges Charpak y Claude Cohen-Tannoudji afirmaron que la escuela les había ayudado en su éxito. En 1958 la OTAN fundó varios centros de estudios avanzados basados en la escuela de verano de Morette.
Bryce DeWitt murió en 2004 de cáncer. En 2007, DeWitt-Morette fue galardonada con la Medalla a los Logros Distinguidos de la Sociedad Americana de la Legión de Honor en Nueva York. En ese momento ocupaba el cargo de profesora emérita Centenario Jane y Roland Blumberg de la Universidad de Texas en Austin.

## Trabajo
En 1953, un miembro de la Gravity Research Foundation, Agnew Bahnson, contactó con Bryce DeWitt con una propuesta para la fundación de un instituto de investigación sobre la gravedad. El nombre que acordaron fue «Instituto para la Física de Campos» y se estableció en 1956 en la Universidad de Carolina del Norte en Chapel Hill bajo la dirección de Bryce y Cécile.
En 1958, Cécile DeWitt-Morette invitó a Léon Motchane a visitar el Institute for Advanced Study en Estados Unidos, lo que inspiró a Motchane para establecer un instituto dedicado a la investigación fundamental en tres áreas: matemáticas, física teórica y metodología de las ciencias humanas, sobre lo que más tarde creó el Institut des Hautes Études Scientifiques.

### Expedición para probar la relatividad general
En 1972, Morette y su marido dirigieron una expedición a Mauritania para confirmar que la trayectoria de la luz se curvaba de acuerdo a la teoría de la relatividad general. Estas medidas las realizaron durante el eclipse solar que tuvo lugar en ese momento. Comparando las imágenes durante el eclipse con las que tomaron seis meses más tarde, confiraron que, tal y como predice la teoría, la luz se curvaba al pasar junto a objetos muy masivos. Morette y su marido se incorporaron a la Universidad de Texas en 1972. Ella comenzó a trabajar cada vez más en física en lugar de en matemáticas, y fue nombrada catedrática en 1985.

## Premios y condecoraciones
En 2007, DeWitt-Morette fue galardonada con la Medalla a los Logros Distinguidos de la Sociedad Americana de la Legión de Honor en Nueva York. En ese momento ocupaba el cargo de profesora emérita Centenario Jane y Roland Blumberg de la Universidad de Texas en Austin.

## Obras principales
- L’Energie Atomique, de Gigord, París (1946)
- C. Morette y H.W. Peng, Nature 160 (1947) 59-60
- Particules Elémentaires, Hermann, París (1951)
- Black holes (Cécile DeWitt-Morette, Bryce Seligman DeWitt, 1973)
- (Con Y. Choquet-Bruhat y M. Dillard-Bleick) Analysis, Manifolds and Physics, (1977)[17]
- I.T. for Intelligent Grandmothers, (1987)[18]
- (Con Y. Choquet-Bruhat) Analysis, Manifolds, and Physics. Part II. (1989)
- Quantum field theory: perspective and prospective (Cécile DeWitt-Morette, Jean Bernard Zuber)
- (Con P. Cartier) Functional Integration, Action and Symmetries (2006)